# 망가 타임 키라라
《망가 타임 키라라》(일본어: まんがタイムきらら 만가 다이무 기라라[*])는 호분샤가 발행하는 B5판, 평철제본의 네 컷 만화 전문 잡지이다. 원칙적으로 매달 9일에 발매되고 있다. 캐치프레이즈는 '두근두근☆비주얼 4컷 만화 잡지'(ドキドキ☆ビジュアル4コマ誌)이며 ‘D☆V’로 표기된다. '모에 4컷 만화'를 전문으로 다루는 최초의 잡지로써 2002년 5월에 창간하였다.
게재 작품의 캐릭터가 타카라토미아츠에서 '망가 타임 키라라 콜렉션'으로 애니메이션화되지 않은 《하루미네이션》의 하루미와 《위즈 리즈》의 리즈, 《관지기 쿠로》의 쿠로 등을 포함한 상품화되었다.

## 창간의 경위
패밀리향 4컷지인 《망가 타임》의 독자의 평균 연령이 매년 오르고 있으므로, 코믹마켓에 참가하는 동인 작가들을 기용하고, 아래 세대, 주로 소년 시절부터 텔레비전 애니메이션에 익숙해져 온 세대를 대상으로 한 잡지로서 기획되었다. 그때 《망가 타임》 및 그 자매 잡지에 집필한 작가 중에서 하이란, 오타 아야노, 세키네 료지, 시와스 토코, 난토카 등 화풍이 이른바 '모에 그림'에 해당하는 작가가 선발됐고, 동인 작가로서 알려지고 있지만 상업지에서의 활동력이 별로 없었던 작가 또 후지모토 세이, 오타 토라이치로, 토키타 몬타, 나프탈렌 미즈시마, 신조 루루 등 성인향 만화지에서는 이미 활동 중이지만 일반 잡지에서는 작품의 발표의 기회가 없었던 작가 등, 타분야의 작가를 모아 완전히 새로운 4컷지로 창간되었다.
독자층은 당초 20대·30대가 차지했으나 점차 10대의 젊은층에도 호응을 얻고 있다. 2007년 시점에서는 독자층의 8할 이상을 남성이 차지하고 있다.
2019년 3월에 망가 타임 키라라 및 그 자매 잡지(MAX, 캐럿, 포워드)과 주간 만화 TIMES와의 합동 코믹 앱 겸 코믹 사이트인 COMIC FUZ가 시동했다.

## 미디어 믹스

### 애니화 작품
- 동인워크
- 케이온!
- 여기저기
- 유유시키
- 삼자삼엽
- 슬로우 스타트
- 별무리 텔레패스